# Coupe Kirin 2011
La Coupe Kirin 2011 est la trente-et-unième édition de la Coupe Kirin. Disputée en juin 2011, au Japon, elle oppose les équipes du Pérou, de la République tchèque et du Japon.

## Résultats
| 1er juin 2011 | Japon   | 0 – 0 | Pérou | Niigata Stadium, Niigata                     |                                              |
| 19:20         |         |       |       | Spectateurs : 39 048 Arbitrage : Howard Webb | Spectateurs : 39 048 Arbitrage : Howard Webb |
| 19:20         | Rapport |       |       | Spectateurs : 39 048 Arbitrage : Howard Webb | Spectateurs : 39 048 Arbitrage : Howard Webb |

| 4 juin 2011 | Tchéquie | 0 – 0 | Pérou | Matsumoto Stadium, Matsumoto               |
|             |          |       |       | Spectateurs : 7 592 Arbitrage : Ryuji Sato |
|             | Rapport  |       |       |                                            |

| 7 juin 2011 | Japon   | 0 – 0 | Tchéquie | International Stadium Yokohama, Yokohama         |
|             |         |       |          | Spectateurs : 65 856 Arbitrage : Martin Atkinson |
|             | Rapport |       |          |                                                  |

## Tableau
| Équipe   | Pts | J | V | N | D | Bp | Bc | Dif |
| -------- | --- | - | - | - | - | -- | -- | --- |
| Pérou    | 2   | 2 | 0 | 2 | 0 | 0  | 0  | 0   |
| Japon    | 2   | 2 | 0 | 2 | 0 | 0  | 0  | 0   |
| Tchéquie | 2   | 2 | 0 | 2 | 0 | 0  | 0  | 0   |

## Vainqueurs
Les 3 équipes ont fait 2 matchs nuls lors desquels elles n'ont marqué aucun but. Elles sont donc toutes les 3 déclarées vainqueurs.
| Vainqueurs Coupe Kirin 2011 Japon 11e titre | Vainqueurs Coupe Kirin 2011 Pérou 3e titre | Vainqueurs Coupe Kirin 2011 Tchéquie 2e titre |